# 日本心理学会
日本心理学会（英語：Japanese Psychological Association）是日本的一个心理学领域的专业组织。

## 历史
成立于1927年4月7日，松本亦太郎担任首任会长。1951年加入国际心理科学联合会。2009年已经拥有7300名会员。2010年现任会长为繁桝算男。